# Christo Kałfow
Christo Dimow Kałfow (bułg. Христо Димов Калфов, ur. 16 października 1883 w Kałoferze, zm. 1 lutego 1945 w Sofii) – bułgarski polityk, pułkownik armii bułgarskiej, minister spraw zagranicznych w latach 1923–1926.

## Życiorys
Pochodził z Kałoferu (wówczas Rumelia Wschodnia), był synem Dimo Christowa Kałfowa i Stany. Ukończył szkołę wojskową w Sofii w 1903, a następnie Akademię Wojskową w Turynie. Służbę wojskową rozpoczął w 1911, w 4 pułku artylerii. Uczestnik wojen bałkańskich 1912–1913 jako oficer do zadań specjalnych przy naczelnym dowódcy. W czasie I wojny światowej uczył sztuki wojennej księcia Borysa, następcy tronu. Kiedy Borys objął tron w roku 1918, Kałfow został jego adiutantem. We wrześniu 1922 odszedł z armii w stopniu pułkownika i zajął się przygotowywaniem przewrotu przeciwko Aleksandrowi Stambolijskiemu, pośrednicząc w rozmowach między carem, a oficerami. Po obaleniu Stambolijskiego, Kałfow objął resort spraw zagranicznych w rządzie Aleksandyra Cankowa. Jego dziełem był traktat o przyjaźni z Turcją, podpisany w 1925 oraz protokół o przestrzeganiu praw mniejszości z Grecją (znany też jako układ Kałfow-Politis). 
Początkowo związany z Porozumieniem Narodowym Cankowa, w 1932 po rozłamie w partii związał się z Ruchem Narodowo-Społecznym. W 1934 opuścił szeregi tej partii i związał się ponownie z królem Borysem III. Próba utworzenia przez Kałfowa bułgarskiej partii faszystowskiej w 1936 zakończyła się niepowodzeniem. Od 1927 do 1944 zasiadał w parlamencie bułgarskim, w ostatniej kadencji pełniąc funkcję jego przewodniczącego. 
Aresztowany we wrześniu 1944, był sądzony przez tzw. sąd ludowy. Za działalność polityczną w okresie II wojny światowej skazany na karę śmierci i konfiskatę mienia. Wyrok wykonano przez rozstrzelanie 1 lutego 1945. 12 kwietnia 1996 Sąd Najwyższy zrehabilitował Kałfowa.
Był żonaty (żona Liuba z d. Nedewa), miał dwóch synów (Dimo i Stefan).

## Awanse
- podporucznik (Подпоручик) (1903)
- porucznik  (Поручик) (1906)
- kapitan  (Капитан) (1910)
- major  (Майор) (1916)
- podpułkownik  (Подполковник) (1918)
- pułkownik  (Полковник) (1922)